# Walsall
Walsall è una città della contea delle West Midlands, nell'Inghilterra centrale. Inclusa all'interno della grande conurbazione delle West Midlands, nel 2011 aveva una popolazione di 67 594 abitanti, mentre il suo borgo metropolitano contava 269 323 abitanti.

## Geografia
Situata nel cuore dell'Inghilterra centrale, nell'interno della microregione della Black Country, Walsall è situata a 14 km a nord-ovest di Birmingham, a 9 km ad est di Wolverhampton. All'interno del borough di Walsall sono inclusi anche i sobborghi di Darlaston, Brownhills, Pelsall, Willenhall, Bloxwich ed Aldridge.

## Storia
Il toponimo deriva da Wahl Hahl, ovvero valle dei gallesi, con riferimento alle popolazioni autoctone britanne che popolavano l'area. Nel XIII secolo Walsall iniziò ad affermarsi come piccolo centro mercantile, grazie all'istituzione nel 1220 del mercato settimanale.
Nel 1554 fu aperta la Queen Mary's Grammar School.
Con la rivoluzione industriale anche Walsall, al pari di altre realtà delle Midlands, si trasformò da villaggio a cittadina manifatturiera. La sua popolazione passò dai 2 000 abitanti del XVI secolo, agli oltre 71.000 del 1891. L'industria cittadina, specializzata soprattutto nella lavorazione del ferro e del cuoio, finimenti in particolare, fu sostenuta sia dalla scoperta nei dintorni di grandi giacimenti di carbone sia dall'apertura di nuove e cruciali infrastrutture come canali navigabili (1799) e la ferrovia (1838).

## Economia
Walsall è stata una città prospera nel campo manifatturiero e del mercato fin dal medioevo al punto da prendere l'appellativo di “città dei cento commerci”; il mercato di Walsall, sorto nel 1219, ancora oggi è il cuore tradizionale della città. Walsall, in cui è presente il Museo del Cuoio, è celebre per la sua industria di pellami e di selle che le hanno fatto guadagnare il titolo di capitale mondiale della lavorazione del pellame.
Negli anni settanta del XX secolo iniziò un processo di trasformazione del centro storico, con l'abbattimento di alcuni vecchi edifici per fare spazio a nuove aree commerciali. Nel 1974, in virtù del Local Government Act 1972, fu staccata dallo Staffordshire ed inclusa nella neo-costituita contea delle West Midlands.

## Cultura

### Istruzione

#### Musei
- Nuova galleria d'arte di Walsall, progettata dallo studio Caruso St John e aperta nel 2000, ospita al suo interno alcune opere di Vincent Van Gogh, Claude Monet, William Turner, Jean-Baptiste Camille Corot, Pierre-Auguste Renoir, Jacob Epstein e John Constable.

## Infrastrutture e trasporti

### Strade
La principale via d'accesso a Walsall è l'autostrada M6, che unisce Londra a Glasgow, in Scozia.

### Ferrovie
La stazione di Walsall, aperta nel 1849, è il principale scalo ferroviario della città.

## Sport
La squadra di calcio cittadina è il Walsall Football Club, fondato nel 1888, che disputa le sue partite interne presso il Bescott Stadium.

## Amministrazione

### Gemellaggi
- Bahla, dal 1953
- Mulhouse, dal 1962
- Amritsar